# Ellis (Kansas)
Ellis és una població dels Estats Units a l'estat de Kansas. Segons el cens del 2000 tenia 1.873 habitants.

## Demografia
Segons el cens del 2000, Ellis tenia 1.873 habitants, 788 habitatges, i 527 famílies. La densitat de població era de 583,2 habitants/km².
Dels 788 habitatges en un 30,1% hi vivien nens de menys de 18 anys, en un 56,9% hi vivien parelles casades, en un 8,6% dones solteres, i en un 33,1% no eren unitats familiars. En el 28,8% dels habitatges hi vivien persones soles el 14,5% de les quals corresponia a persones de 65 anys o més que vivien soles. El nombre mitjà de persones vivint en cada habitatge era de 2,3 i el nombre mitjà de persones que vivien en cada família era de 2,83.
Per edats la població es repartia de la següent manera: un 22,6% tenia menys de 18 anys, un 7,6% entre 18 i 24, un 27,4% entre 25 i 44, un 20,9% de 45 a 60 i un 21,5% 65 anys o més.
L'edat mediana era de 40 anys. Per cada 100 dones de 18 o més anys hi havia 87,1 homes.
La renda mediana per habitatge era de 30.380 $ i la renda mediana per família de 35.956 $. Els homes tenien una renda mediana de 26.544 $ mentre que les dones 19.926 $. La renda per capita de la població era de 16.248 $. Entorn del 10,8% de les famílies i l'11,2% de la població estaven per davall del llindar de pobresa.

## Poblacions més properes
El següent diagrama mostra les poblacions més properes.